# Galagoal
Galagoal, che in seguito cambiò il nome in Goleada, è stato un programma televisivo italiano dedicato al calcio, andato in onda tra il 1990 e il 2001 su Telemontecarlo.
Ideato come programma per seguire il mondiale di calcio 1990 che si svolgeva in Italia, con l'inizio del seguente campionato nazionale diviene la trasmissione sportiva di punta della rete, inserito nel palinsesto alle 20:30 della domenica, a partire dal 9 settembre 1990.

## Edizioni

### Galagoal
A condurre le prime due edizioni (e precedentemente le serate dedicate al mondiale) una giovane Alba Parietti, che proprio grazie a questo programma raggiungerà la notorietà tra il grande pubblico, affiancata da José Altafini e Massimo Caputi. La Parietti, fatta sedere su sgabelli altissimi, rigorosamente in minigonna o abito corto che permetteva di evidenziarne le gambe, divenne un caso mediatico, oltre che la figura simbolo del programma.
Nella stagione televisiva 1992/93 Alba Parietti conduce Domenica In su Rai Uno e viene quindi sostituita dalla calciatrice Carolina Morace, al tempo capitana della Nazionale di calcio femminile dell'Italia e reduce l'anno precedente dalla vittoria del campionato italiano femminile di calcio con il ACF Milan, già ospite saltuaria della trasmissione negli anni precedenti. Ad affiancarla nella conduzione vi è il giornalista Giorgio Comaschi, che condurrà anche la stagione successiva (1993/94) in coppia con Marina Sbardella, in una versione itinerante del programma.
L'edizione 1994/95 vede alla conduzione Luigi Colombo, Flavia Filippi (nelle stagioni precedenti inviata del programma) e José Altafini.
Nell'edizione 1995/96, oltre alla conferma dei conduttori della stagione precedente, vi è il ritorno di Alba Parietti, che tuttavia non riesce a replicare il successo delle prime stagioni della trasmissione e infatti occasionalmente si assiste al ritorno di Carolina Morace, oltre che alle partecipazioni di Giacomo Bulgarelli e di Ilario Castagner. L'anno seguente (1996/97) la conduzione è affidata all'ex Miss Italia Martina Colombari e a Massimo Caputi, mentre il programma passa sulla seconda emittente del gruppo di Vittorio Cecchi Gori, TMC 2. Quest'ultima stagione vede anche la partecipazione al programma del tattico Adriano Bacconi e del gruppo rock demenziale Latte & i Suoi Derivati, fondato dal duo comico Lillo & Greg.

### Goleada
L'anno successivo (1997/98), con l'acquisto dei diritti per trasmettere in esclusiva le immagini delle partite di calcio nella fascia oraria 19:00/22:30 da parte del gruppo editoriale, il programma torna su Telemontecarlo, con il nuovo nome di Goleada, anticipato alle 18:45. Vengono confermati alla conduzione Martina Colombari e Massimo Caputi, a cui si affianca Marco Balestri, che però abbandonerà la trasmissione dopo una puntata, a causa della riduzione degli spazi dedicati all'intrattenimento che inizialmente erano stati inseriti a seguito dell'anticipo dell'orario di messa in onda. 
Da novembre a febbraio, inoltre, va in onda il contenitore pomeridiano Aspettando Goleada condotto da Marina Sbardella in compagnia di un giovanissimo Fabrizio Ferrari.
Nonostante l'esclusiva per le immagini delle partite il programma si rivelerà di scarso successo.
L'edizione 1998/99 vede confermato alla conduzione del programma Massimo Caputi, a cui viene affiancata la soubrette tedesca Ela Weber, reduce del successo ottenuto a fianco di Paolo Bonolis nel programma quotidiano Tira & Molla (Canale 5). La coppia di conduttori viene confermata anche nella seguente stagione 1999/2000.
L'edizione 2000/01, l'ultima del programma, vede inizialmente la conduzione di Massimo Caputi e di una ancora poco nota Carolina Marconi. Durante la stagione parteciperanno alla trasmissione in veste di co-conduttrici diverse mogli di calciatori, tra cui Rita Iannaccone (allora sposata con Vincenzo Montella).